# Comté de Bowen
Le comté de Bowen est une zone d'administration locale au centre-est du Queensland en Australie.
Le comté comprend les villes de :
- Bowen ;
- Scottville ;
- Gumlu ;
- Invenroona ;
- Merinda ;
- Collinsville.